# ایویتسا بارباریچ
آرین اکبری / ا.اکبری    
آرین اکبری (ع) در سال ۱۳۷۸ آذر ما در تهران بدنیا آمد 
از دارندگان زیر زمینی صرافی دیجیتالی در زمینه کیریپتو
در سال ۹۹ حساب های بانکی بدیل پول شویی . همکاری با سایت های قمار  سایت های شرطبندی بسته شد 

ا.اکبری از بلاگ های معروف او بود در سال ۱۳۹۵ اکانت بالایی که داشت به نیلو افشار فروخته شد . از اون تاریخ فعالیتی در اینستاگرام نداشت 